# Budynek dawnego Banku Gdańskiego we Włocławku
Budynek dawnego Banku Gdańskiego we Włocławku – zabytkowa kamienica we Włocławku, mieszcząca się u zbiegu ulic Żabiej i Królewieckiej w dzielnicy Śródmieście.

## Historia

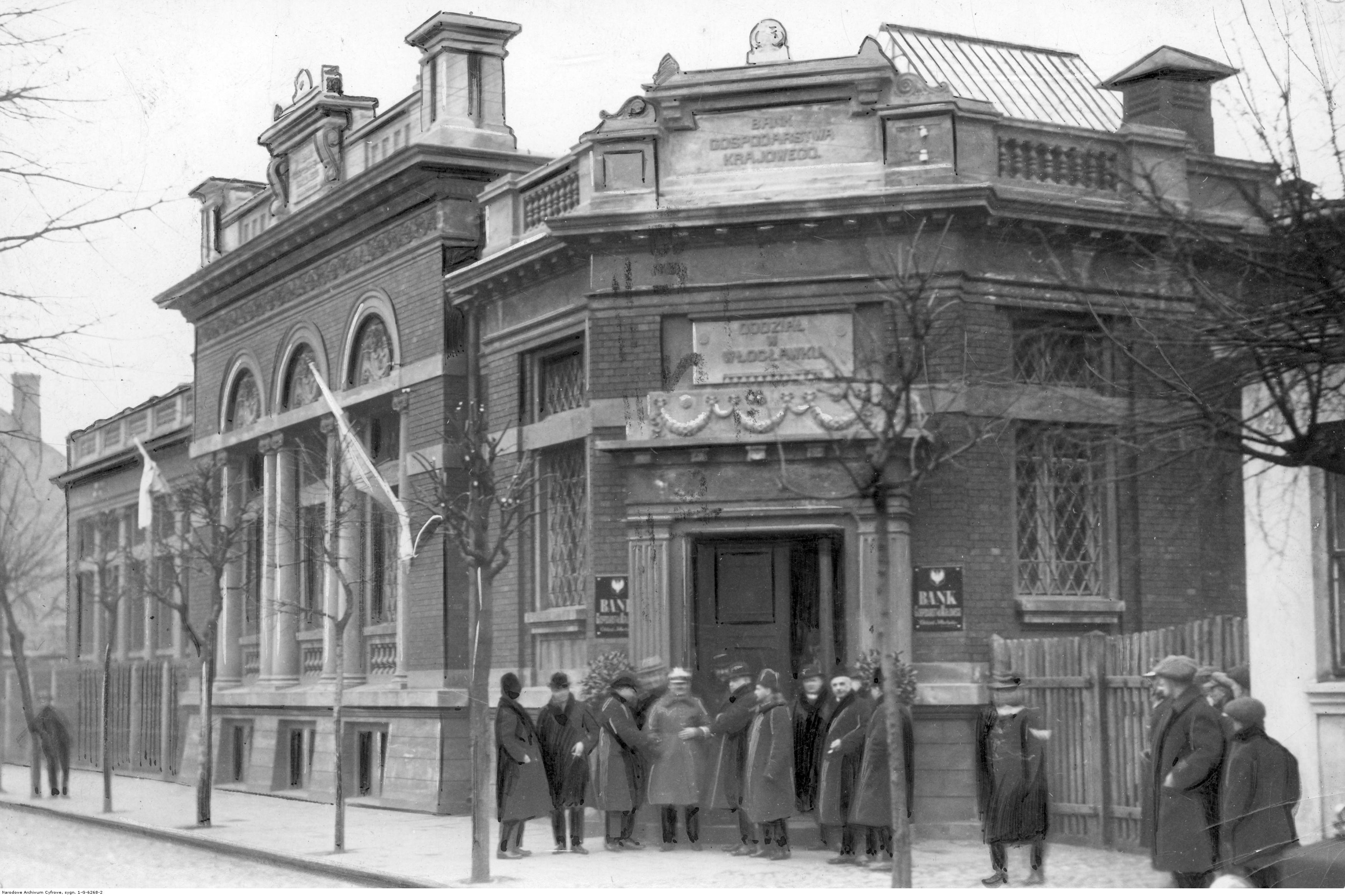
Otwarcie oddziału Banku Gospodarstwa Krajowego we Włocławku,1928 r.

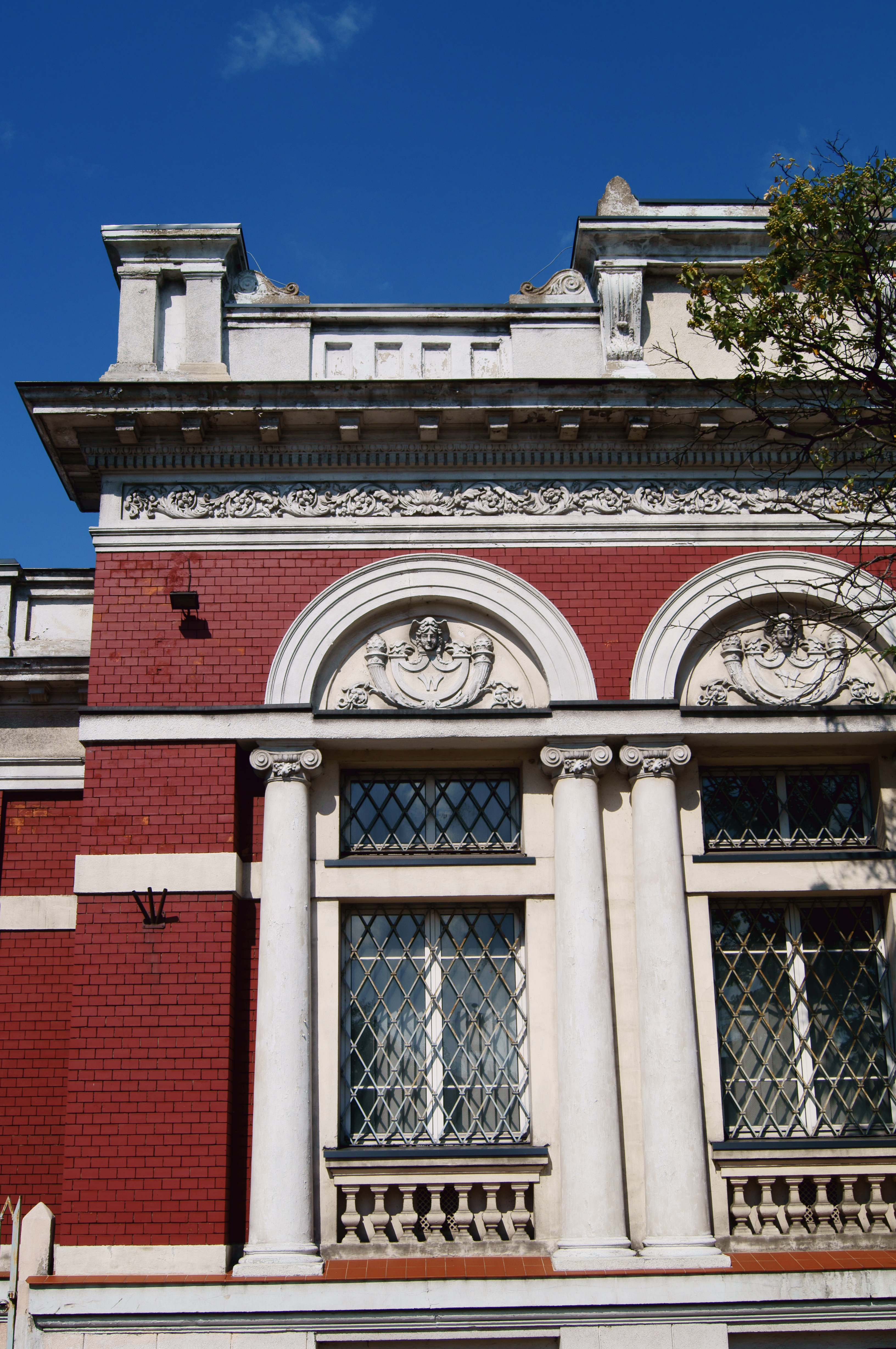
Nad oknami widoczne litery wkomponowane w elementy dekoracyjne kamienicy

Kamienica została wzniesiona w 1911 r. według projektu inżyniera architekta Stanisława Paszkiewicza z Warszawy na siedzibę Włocławskiego Towarzystwa Wzajemnego Kredytu, któremu przewodniczył Ludwik Bauer. Inwestycja była realizowana przez włocławską firmę budowlaną Leona Bojańczyka, pod nadzorem architekta Antoniego Olszakowskiego. Od 1920 r. budynek był siedzibą Banku Kujawskiego SA we Włocławku. W lutym 1928 roku budynek stał się siedzibą Banku Gospodarstwa Krajowego, a w latach późniejszych siedzibą Banku Gdańskiego.
22 listopada 2019 r. kamienica została nabyta przez samorząd Włocławka. W najbliższych latach zostanie tam zrealizowane jedno z przedsięwzięć Gminnego Programu Rewitalizacji Miasta Włocławek na lata 2018–2028 – nowoczesna interaktywna placówka, w której nacisk położony będzie na promocję lokalnych tradycji, historii, sztuki.

## Architektura
Jest to renesansowa kamieniczka z bogato zdobioną w cegle klinkierowej dwubarwną elewacją frontową i tynkowym wystrojem architektonicznym. Na uwagę w części zabytkowej zasługuje imponująca kolista sala sprzedaży z bogatym wystrojem sztukatorskim i pięknie zdobiony kolorowymi witrażami świetlik dachowy, natomiast w części nowszej budynku znajdują się ogromne drzwi skarbca ukrytego w podziemiach.